# Мелколепестник едкий
Мелколепе́стник е́дкий, или Богатинка (лат. Erígeron ácris) — двулетнее травянистое растение, вид рода Мелколепестник семейства Сложноцветные (Compositae).
Широко распространённый в Северном полушарии, очень изменчивый вид, внутри которого выделяется множество форм.

## Название
Научное латинское название erigeron происходит от корней др.-греч. ἦρι (êri, эри-) со значением «раннее утро, ранний» и др.-греч. γέρων (gérōn, -герон) со значением «старик», что по всей видимости является отсылкой к появлению беловолоскового опушения семян вскоре после цветения или густоопушенным корзинкам созревающих семян, напоминающих седую голову.
Видовое название acris является видоизмененной формой прилагательного лат. ācer, означающего «острый, едкий, горький, кислый».
Русскоязычное родовое название мелколепестник отражает характерную особенность многих видов, имеющих многочисленные узкие краевые язычковые цветки («лепестки»), включено в словарь Анненкова (1878 год), но отсутствует у Даля. В современной литературе и интеренет-источниках в качестве названия встречается транслитерация с латыни эригерон. Видовой эпитет едкий является смысловым переводом с латыни, на интернет-ресурсах изредка встречается синонимичное название мелколепестник острый, однако, не закрепленное в авторитетных источниках.

## Ботаническое описание
Двулетнее травянистое растение (3)6—75 см высотой, с выраженным стержневым корнем. Стебель обычно единственный, прямостоячий, зелёный или фиолетовый, до 5 мм толщиной, в верхней части разветвлённый, опушён многоклеточными разветвлёнными волосками, а также короткими прижатыми простыми волосками, под корзинками — также очень короткими железистыми волосками.
Листья зелёные, с рассеянным простым опушением, прикорневые и нижние стеблевые — 2,5—15×0,3—1,8 см, обратноланцетовидной формы, с цельным или редко- и мелкозубчатым краем, вскоре отмирающие, черешковые; средние стеблевые — 1,5—10×0,2—1,3 см, ланцетовидные или продолговато-ланцетовидные, с цельным краем, сидячие; верхние — прогрессивно уменьшающиеся.
Корзинки собраны в метёлки, 1,1—2×0,8—1,1 см, с ширококолокольчатой или полушаровидной обёрткой с 4 рядами листочков. Наружные листочки 2—2,5 мм длиной, зелёные или красноватые, ланцетовидные, покрытые оттопыренным многоклеточным опушением, обычно также с очень коротким железистым. Внутренние листочки 6—7 мм длиной, с узким белым плёнчатым краем, по жилке с коротким железистым и немногочисленным простым опушением. Наружные язычковые цветки пестичные, 7—8 мм длиной, с трубкой 3—3,5 мм длиной, отгиб 4—4,5 мм длиной, линейный, розовый. Внутренние краевые цветки с укороченным язычком, 3—3,5 мм длиной. Срединные цветки трубчатые, обоеполые, 4—5,2 мм длиной, узкоконические, жёлтые, с розовым столбиком.
Семянки 1,5—1,8 мм длиной, продолговато-ланцетовидной формы, светло-коричневые, покрытые полуприжатым простым опушением, с рыжеватым хохолком 3,7—7 мм длиной.

## Распространение
Широко распространённый в Азии, Северной Америке и Европе (от западной границы до Дальнего Востока) вид. На территории России встречается в том числе в Ленинградской области.

## Значение
Содержит большое количество дубильных веществ. Листья применяются при изжоге. Скотом поедается неохотно.

## Классификация

### Таксономия[8]
Erigeron acris L., 1753, Sp. Pl. : 863
Вид Мелколепестник едкий относится к роду Мелколепестник (Erigeron) семейства Астровые (Asteraceae) порядка Астроцветные (Asterales). Кладограмма в соответствии с Системой APG IV:
|  |                                      |  |                                   |                                   |                    |  | ещё 10 семейств | ещё 10 семейств |                      |  |                          |  | еще 468 подтвержденных и 371 в статусе "непроверенных" видов и инфравидовых таксонов | еще 468 подтвержденных и 371 в статусе "непроверенных" видов и инфравидовых таксонов |  |
|  |                                      |  |                                   |                                   |                    |  | ещё 10 семейств | ещё 10 семейств |                      |  |                          |  | еще 468 подтвержденных и 371 в статусе "непроверенных" видов и инфравидовых таксонов | еще 468 подтвержденных и 371 в статусе "непроверенных" видов и инфравидовых таксонов |  |
|  |                                      |  |                                   | порядок Астроцветные              |                    |  |                 |                 | род Мелколепестник   |  |                          |  |                                                                                      |                                                                                      |  |
|  |                                      |  |                                   | порядок Астроцветные              |                    |  |                 |                 | род Мелколепестник   |  | 15 инфравидовых таксонов |  |                                                                                      |                                                                                      |  |
|  | отдел Цветковые, или Покрытосеменные |  |                                   |                                   | семейство Астровые |  |                 |                 | Мелколепестник едкий |  |                          |  |                                                                                      |                                                                                      |  |
|  | отдел Цветковые, или Покрытосеменные |  |                                   |                                   |                    |  |                 |                 |                      |  |                          |  |                                                                                      |                                                                                      |  |
|  |                                      |  | ещё 63 порядка цветковых растений | ещё 63 порядка цветковых растений |                    |  |                 | ещё 1804 рода   | ещё 1804 рода        |  |                          |  |                                                                                      |                                                                                      |  |
|  |                                      |  |                                   | ещё 63 порядка цветковых растений |                    |  |                 |                 | ещё 1804 рода        |  |                          |  |                                                                                      |                                                                                      |  |

### Инфравидовые таксоны
- Erigeron acris subsp. angulosus  (Gaudin)  Vacc.
- Erigeron acris subsp. arctophilus  (Rech.f.)  Rech.f.
- Erigeron acris subsp. botschantzevii  Greuter
- Erigeron acris subsp. brachycephalus  (H.Lindb.) Hiitonen, или Мелколепестник уральский
- Erigeron acris subsp. droebachiensis  (O.F.Müll.)  Arcang.  — Мелколепестник едкий подвид дребакский, или Мелколепестник дребакский, или Мелколепестник крупнолистный
- Erigeron acris subsp. mesatlanticus  (Maire)  Maire
- Erigeron acris subsp. phaeocephalus  Rech.f.
- Erigeron acris subsp. podolicus  (Besser)  Nyman
- Erigeron acris subsp. politus  (Fr.)  H.Lindb.
- Erigeron acris subsp. pycnotrichus  (Vierh.)  Grierson
- Erigeron acris subsp. staintonii  Rech.f.
- Erigeron acris var. glabratus  (Hoppe & Hornsch. ex Bluff & Fingerh.)  Hook.  (в статусе непроверенного по состоянию на декабрь 2022 г.)
- Erigeron acris var. glabratus  (Hoppe)  Hook.  (в статусе непроверенного по состоянию на декабрь 2022 г.)
- Erigeron acris var. kamtschaticus  (DC.)  Herder
- Erigeron acris var. khasianus  (Hook.f.)  Hajra

### Синонимы
- Aster erigeron  E.H.L.Krause
- Aster villarsii  E.H.L.Krause
- Erigeron acris subsp. acris  L.
- Erigeron acris var. acris
- Erigeron acris var. fuscomarginatus  Emb. & Maire
- Erigeron acris var. pseudoelongatus  (Rouy)  O.Bolòs & Vigo
- Erigeron alpinus  Lam.
- Erigeron angustatus  Fries ex Nyman
- Erigeron asteroides  Andrz. ex Besser
- Erigeron carpaticus  Griseb. & Schenk
- Erigeron corymbosus  Wallr.
- Erigeron crispulus  Borbás
- Erigeron elongatus  Moench
- Erigeron glaberrimus  Scheele ex Nyman
- Erigeron glabratus var. minor  Hook.
- Erigeron intermedius  Rchb. ex Nyman
- Erigeron lapiluteus  A.Nelson
- Erigeron muelleri  Lund ex Nyman
- Erigeron orientalis  Boiss.
- Erigeron philadelphicus  Willd.
- Erigeron pseudoacris  Schur
- Erigeron scaber  Willd. ex Spreng.
- Erigeron shepardii  Post
- Erigeron umbellatus  Gilib.
- Erigeron villarsii  Willd.
- Erigeron vulgaris  Scheele ex Nyman
- Erigeron yellowstonensis  A.Nelson
- Erigeron zosonius  H.S.Pak
- Inula acris  Bernh.
- Tessenia vulgaris  Bubani
- Trimorpha acris  (L.) Gray
- Trimorpha acris var. acris
- Trimorpha hispanica  Vierh.
- Trimorpha vulgaris  Cass.